# Schleicher Ka 2
Die Schleicher Ka 2 „Rhönschwalbe“ ist ein zweisitziges Segelflugzeug aus dem Jahre 1952 und die Vorläuferin der Ka 2b. Sie hat eine Spannweite von 15 m und einen sperrholzbeplankten Rumpf in Schalenbauweise. Teile des Tragflügels und der Ruder sind stoffbespannt. Der Segelflug-Index beträgt 76 (Ka 2b = 78).
Sie ist nach der Ka 1 die zweite Konstruktion von Rudolf Kaiser für den Alexander Schleicher Segelflugzeugbau in Poppenhausen an der Wasserkuppe in der Rhön.
Die Ka 2 hat eine Rüstmasse von 254 kg und eine maximale Startmasse von 460 kg, ist somit ein ungewöhnlich leichter Doppelsitzer. Mit einem Gleitverhältnis von 1:26 ist sie für die Zeit ihrer Entstehung relativ gut für den Leistungsflug, aber ebenso für die Schulung am Doppelsteuer geeignet.
Dieses Muster wurde bei Schleicher zwischen 1953 und 1955 38-mal gebaut und in vier weiteren Exemplaren als Lizenzbau.

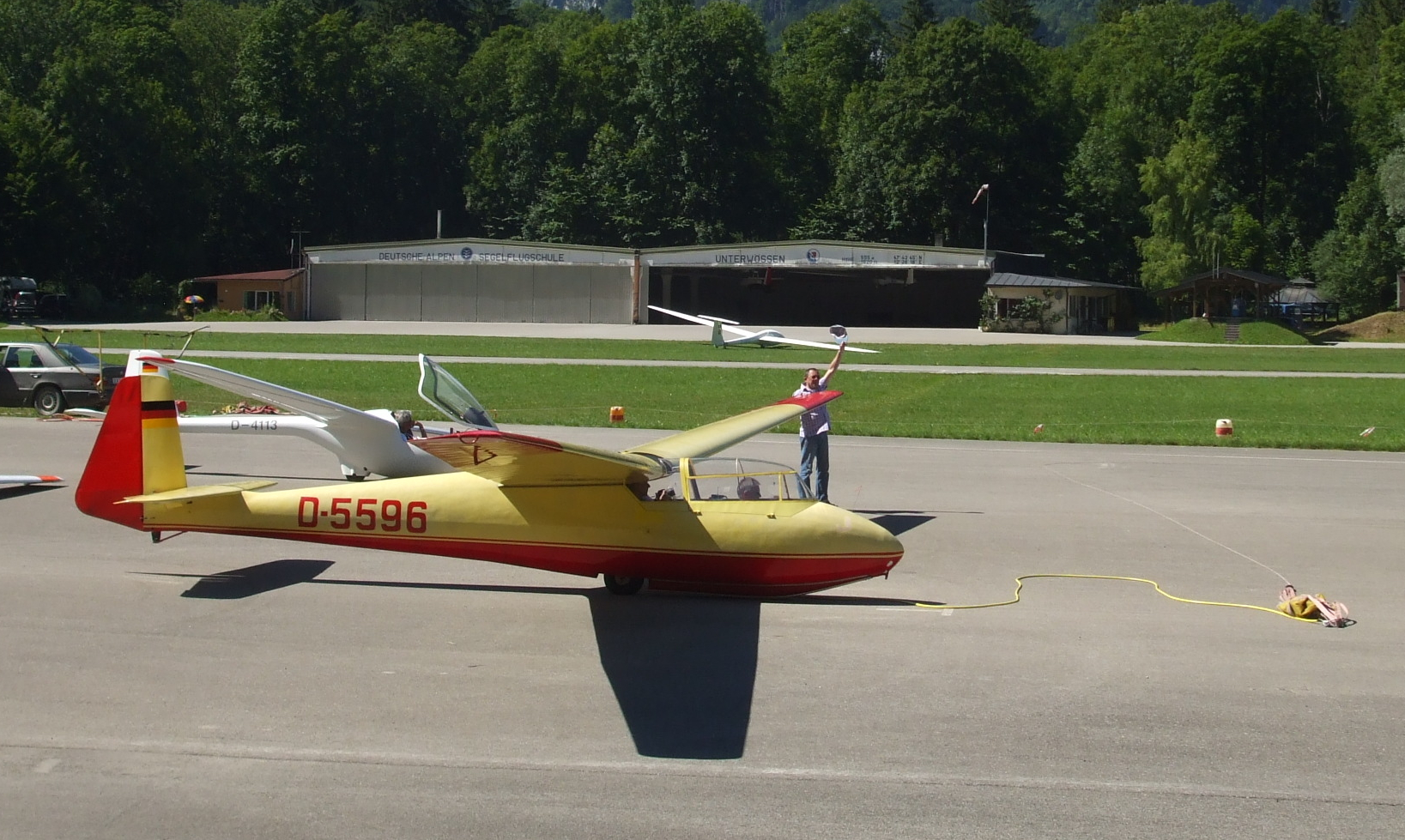
Ka 2b (D-5596) in Unterwössen am Start

Die Schleicher Ka 2b „Rhönschwalbe“ ist die Weiterentwicklung der Schleicher Ka 2 „Rhönschwalbe“, wie ihre Vorgängerin eine Konstruktion von Rudolf Kaiser und wurde zwischen 1955 und 1962 in 71 Exemplaren gebaut. Sie entstand durch eine Vergrößerung der Flügelspannweite von 15 m auf 16 m aus der Ka 2. Außerdem wurde der Rumpflänge um 18 cm auf 8,15 m verlängert. Die dadurch etwas besseren Flugleistungen kamen dem Überlandflieger zugute. So sank die Mindestgeschwindigkeit von 65 km/h auf 62 km/h, dadurch lassen sich auch schwächere Aufwinde besser nutzen und das Gleitverhältnis verbesserte sich auf 1:27, was das Erreichen der nächsten Thermik erleichtert.

## Nutzung

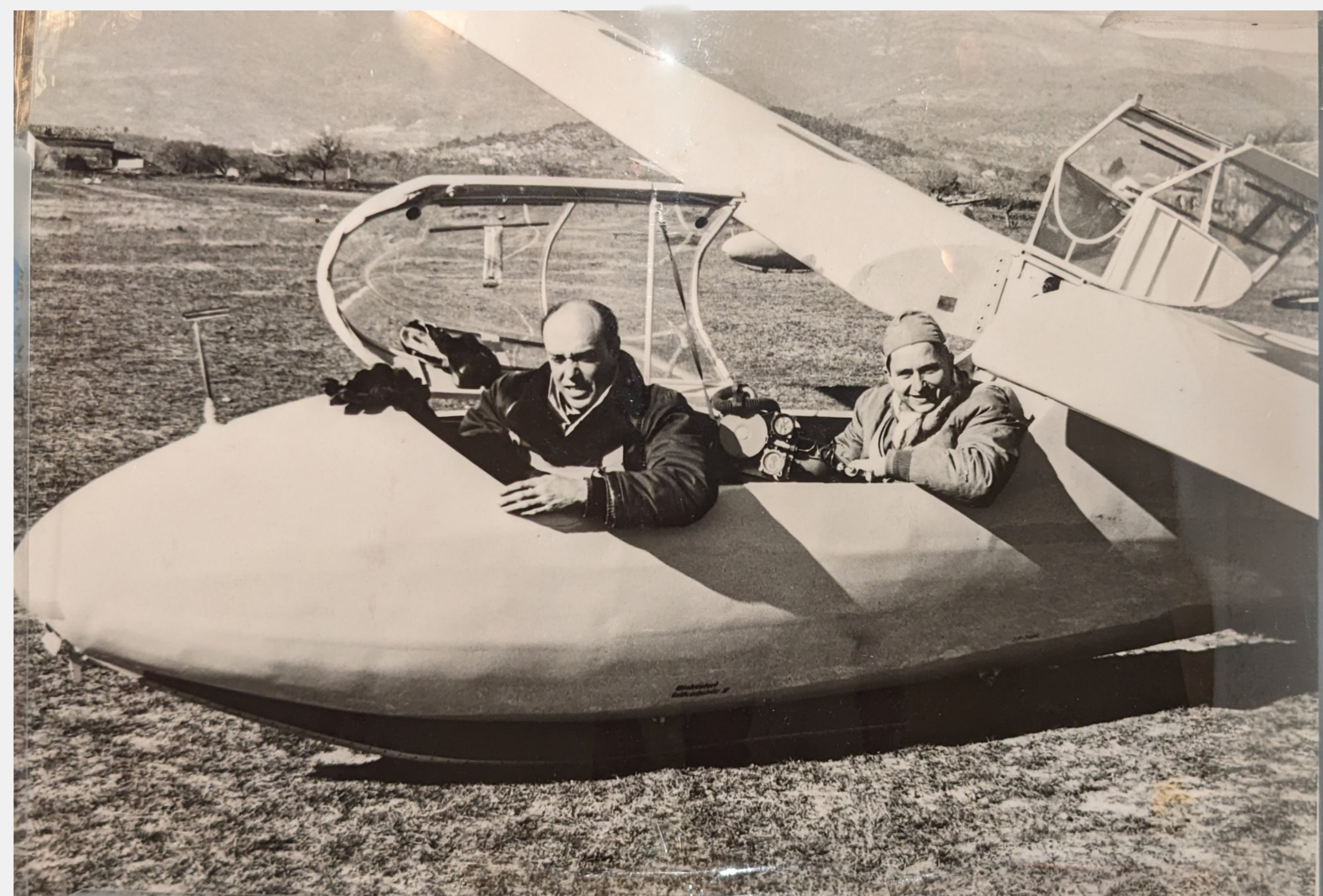
Dieter Schmitt (links) nach der Landung in Fayence mit der Ka 2b (D-8562 der FSG-Letzenberg-Malsch)

Am 24. Januar 1959 erreichte Dieter Schmitt in Fayence im Wellenflug mit dem Segelflugzeug Ka 2b (D-8562)  den absoluten Höhenrekord mit 7770 m für Deutschland mit einem Höhengewinn von 6907 m in der Doppelsitzerklasse. Im Jahre 1964 folgte der Streckenrekord für Deutschland, der damals 424,5 km betrug.
Der aktuelle Streckenrekord (mit der Ka 2b) liegt bei 684 km und wurde von Uli Schwenk am 28. Mai 2012 mit seinem 81-jährigen Vater Peter als Kopilot geflogen.

## Technische Daten
| Kenngröße                       | Ka 2                      | Ka 2b                     |
| ------------------------------- | ------------------------- | ------------------------- |
| Besatzung                       | 1+1                       | 1+1                       |
| Spannweite                      | 15 m                      | 16 m                      |
| Flügelfläche                    | 16,80 m²                  | 17,5 m²                   |
| Flügelstreckung                 | 13,4                      | 14,63                     |
| Rumpflänge                      | 8,15 m                    |                           |
| Rumpfhöhe                       | 1,70 m                    | 1,70 m                    |
| Cockpitbreite                   | 0,70 m                    | 0,70 m                    |
| Flügelprofil                    | ähnlich Gö 533 und Gö 532 | ähnlich Gö 533 und Gö 532 |
| Leermasse mit Mindestausrüstung | ca. 254 kg                | 278 kg                    |
| max. Startmasse                 | 460 kg                    | 480 kg                    |
| Flächenbelastung                | 27,4 kg/m²                | 27,1 kg/m²                |
| Zuladung Cockpit vorn           | max. 100 kg               | max. 100 kg               |
| Zuladung Cockpit hinten         | max. 100 kg               | max. 100 kg               |
| Höchstgeschwindigkeit           | 170 km/h                  | 170 km/h                  |
| Mindestgeschwindigkeit          | 65 km/h                   | 62 km/h                   |
| Sturzflugbremsen ausfahren      | bis 170 km/h              | bis 170 km/h              |
| Geringstes Sinken               | 0,96 m/s                  | 0,8 m/s                   |
| Gleitzahl                       | 24 bei 87 km/h            | 27 bei 80 km/h            |